# مركز عمليات الأمن المعلوماتي

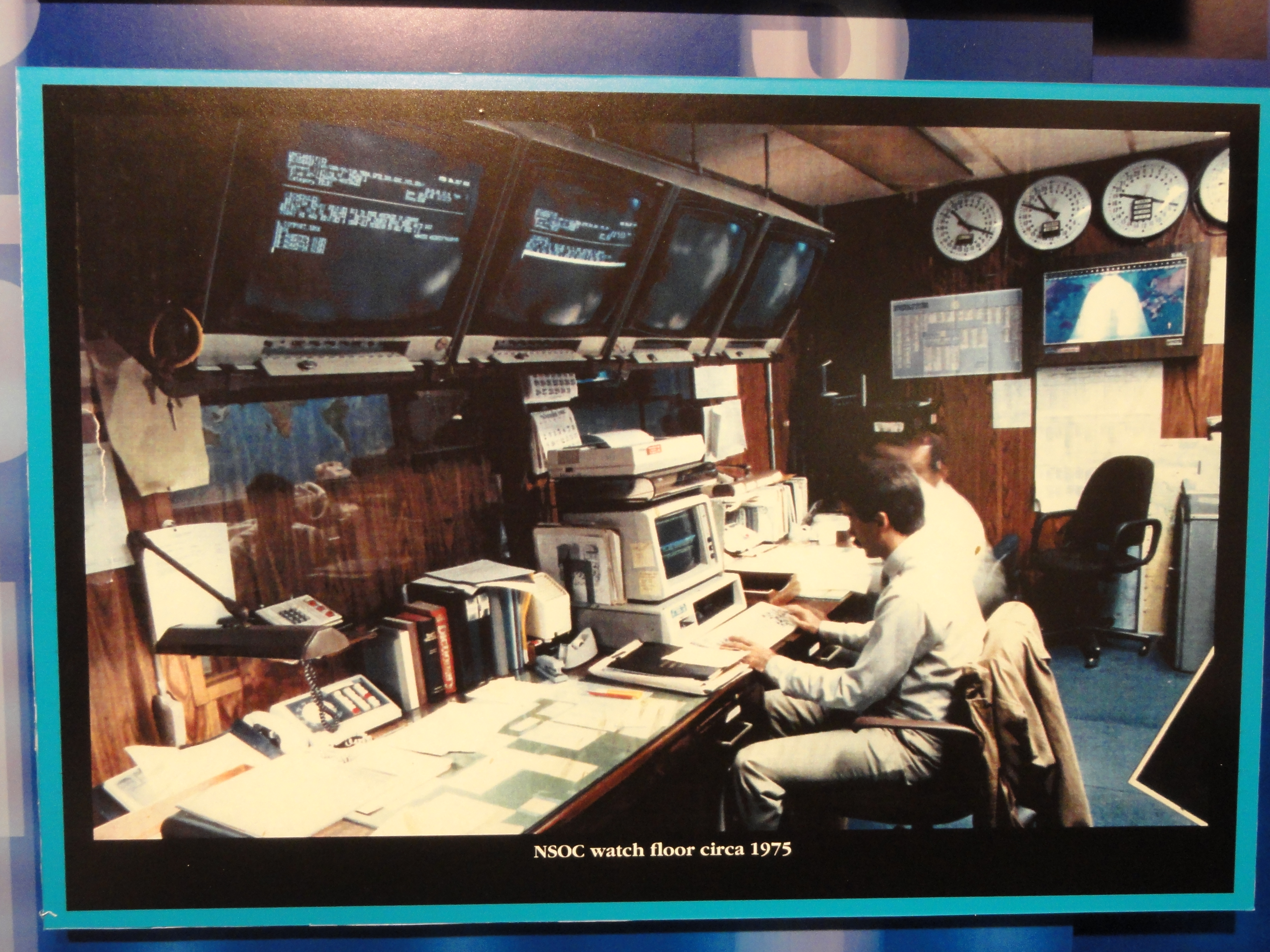
مركز عمليات الأمن المعلوماتي الأمريكي عام 1975

مركز عمليات الأمن المعلوماتي (آي إس أو سي، وأيضًا إس أو سي) هو مرفق يُشرف فيه على نظم معلومات الشركة (من مواقع، وتطبيقات، وقواعد بيانات، ومراكز معطيات، وخوادم، وحواسيب، وطرفيات أخرى) ويُدافع عنها.

## الأهداف
يرتبط مركز عمليات الأمن المعلوماتي بالناس والعمليات والتقنيات التي تقدم وعيًا بالموقف من خلال مراقبة الثغرات الأمنية المعلوماتية واحتوائها والقضاء عليها. يعالج مركز عمليات الأمن المعلوماتي نيابةً عن الشركة أو المؤسسة أي حادثٍ معلوماتي، ويتحقق من تحديده، وتحليله، وإيصاله، والتحقيق فيه، وإبلاغه بشكل صحيح. يشرف مركز عمليات الأمن المعلوماتي أيضًا على التطبيقات ليكشف الهجومات المعلوماتية والتطفلات المحتملة، ويتحقق من وجود تهديد شرير حقيقي وإمكانية تأثيره في العمل.

### متطلبات التنظيم
إنشاء مركز عمليات أمن معلوماتي صعب ومكلف، لذا لا تفعل الشركات ذلك إلا إذا كان تملك سببًا وجيهًا. من هذه الأسباب:
- حماية المعلومات الحساسة
- موافقة معايير صناعية محددة مثل معيار أمن بيانات صناعة بطاقات الدفع[1]
- موافقة قوانين الحكومة، مثل دليل الممارسات الجيدة رقم 53 الخاص بالهيئة التقنية الوطنية لتأمين المعلومات[2]

## أسماء أخرى
قد يُسمى مركز عمليات الأمن (إس آو سي) أيضًا مركز الدفاع الأمني (إس دي سي)، ومركز التحليلات الأمنية (إس إيه سي)، ومركز عمليات أمن الشبكة (إن إس أو سي)، ومركز الاستخبارات الأمنية، ومركز الأمن السيبراني، ومركز الدفاع من التهديديات، ومركز العمليات والاستخبارات الأمنية (إس آي أو سي). أما مصطلح الحكومة الفدرالية الكندية، فهو مركز حماية البنية التحتية (آي بّي سي)، ويعبّر عن مركز عمليات الأمن المعلوماتي.

## التقنيات
تنبني وظيفة مركز الأمن المعلوماتي عادة على نظام الأمن المعلوماتي وإدارة الأحداث، الذي يجمع البيانات من الإفادات الأمنية كنظم معرفة الثغرات وكشف الشبكات؛ ونظم الحوكمة، والخطر، والتوافق؛ ونظم الإشراف على مواقع الويب، وماسحات التطبيقات، وقواعد البيانات؛ وأدوات فحص الاختراق؛ ونظم كشف التطفلات؛ ونظم منع التطفلات؛ ونظم إدارة السجلات؛ وتحليلات السلوكات الشبكية والاستخبارات السيبرانية؛ ونظم منع التطفل اللاسلكي؛ وجدر الحماية، ومضاد الفيروسات في الشركة، وإدارة التهديدات الموحدة. تهيّئ تقنية الأمن المعلوماتي وإدارة الأحداث «واجهة تعامل رسومية موحدة» لمحللي الأمن ليشرفوا على عمل الشركة.

## العاملون
يشمل طاقم مركز الأمن المعلوماتي المحللين، ومهندسي الأمن، ومديري المركز، وهم خبراء شبكات وتقانة معلومات مخضرمون. يُدرّب هؤلاء المديرون على هندسة الحاسوب، أو علم التشفير، أو هندسة الشبكات، أو علوم الحاسوب، وربما يكونون حاصلين على شهادات مثل شهادة خبير أمن نظم المعلومات والشهادة العالمية لتأمين المعلومات.
تختلف مناوبات طاقم مركز الأمن المعلوماتي من ثماني ساعات في اليوم، خمسة أيام في الأسبوع، إلى أربع وعشرين ساعة في اليوم، سبعة أيام في الأسبوع. تشمل المناوبات على الأقل محللَين اثنين وتكون مسؤولياتهما محددة بوضوح.

## التنظيم
قد تشغل المنظمات الكبيرة والحكومات أكثر من مركز أمن معلوماتي واحد لإدارة المجموعات المختلفة من المعلومات وتقنيات التواصل، ليدعم بعضها بعضًا في حال تعطل أحدها. قد يستعين مركز الأمن المعلوماتي في عمله بمصادر خارجية، مثل خدمة الأمن المُدار مثلًا. استُعمل مصطلح مركز الأمن المعلوماتي أول مرة في الحكومات ومقدمي الأمن الحاسوبي المُدار، وإن كان عدد كبير متزايد من الشركات والمؤسسات الكبيرة يملك مثل هذه المراكز.
يعمل مركز الأمن المعلوماتي ومركز العمليات الشبكية معًا ويكمّل بعضهما عمل بعض. يُعد مركز العمليات الشبكية مسؤولًا عن الإشراف على البنية الشبكية العامة والمحافظة عليها، ومهمته الأولى ضمان الخدمة الشبكية غير المقطوعة. أما مركز الأمن الشبكي، فمسؤول عن حماية الشبكات، والمواقع، والتطبيقات، وقواعد البيانات، ومراكز البيانات، وتقنيات أخرى. كذلك يتعاون مركز الأمن المعلوماتي مع مركز عمليات الأمن الفيزيائي ويعملان معًا. مركز الأمن المعلوماتي الفيزيائي هو مرفق في المؤسسات الكبيرة يشرف فيه طاقم الأمن على موظفي الأمن، والمرافقين، والمنبهات، وتلفازات الدارة المغلقة، والوصول الفيزيائي، والإضاءة، وحواجز السيارات، وغيرها.
ليس لكل مركز أمن معلومات الوظيفة نفسها. لمراكز الأمن المعلوماتي ثلاثة مجالات عمل يمكن أن تنشط فيها، أو أن تجمع بينها في مزيج:
- التحكم: التركيز على حالة الأمن، واختبار التوافق، واختبار الاختراق، واختبار الثغرات، وغير ذلك.
- المراقبة: التركيز على الأحداث والاستجابة لها، والإشراف على السجلات وإدارة نظم معلومات الأمن وإدارة الأحداث، والاستجابة للحوادث.
- العمليات: التركيز على إدارة الأمن العملي من خلال إدارة الوصول والهويات، وإدارة المفاتيح، وتطبيق جدر الحماية، وغير ذلك.

في بعض الأحيان، قد يُجمع مركز أمن المعلومات مع مركز العمليات الشبكية أو مركز أمن المعلومات الفيزيائي في مكان واحد أو تنظيميًا، لا سيما إذا كان التركيز على العمليات. إذا كان مركز أمن المعلومات تابعًا لمنظمة تُعنى بطوارئ الحاسوب، فالتركيز يكون عادة على المراقبة والتحكم، وفي هذه الحالة، يعمل مركز الأمن المعلوماتي ومركز العمليات الشبكية كلٌّ على حدة لينجز مهام خاصة. تجعل المنظمات الكبيرة مركز أمن معلومات منفصلًا عادةً لتضمن التركيز والخبرة. في هذه الحالة، يتعاون مركز أمن المعلومات مع مركز العمليات الشبكية ومركز الأمن الفيزيائي.